# Hệ thống các giải bóng đá ở Bờ Biển Ngà

## Nam

### Giải quốc gia
| Cấp độ | Giải đấu/Hạng đấu             | Giải đấu/Hạng đấu             | Giải đấu/Hạng đấu            | Giải đấu/Hạng đấu            | Giải đấu/Hạng đấu | Giải đấu/Hạng đấu | Giải đấu/Hạng đấu | Giải đấu/Hạng đấu |
| ------ | ----------------------------- | ----------------------------- | ---------------------------- | ---------------------------- | ----------------- | ----------------- | ----------------- | ----------------- |
| 1      | Ligue 1 14 CLB                | Ligue 1 14 CLB                | Ligue 1 14 CLB               | Ligue 1 14 CLB               | Ligue 1 14 CLB    | Ligue 1 14 CLB    | Ligue 1 14 CLB    | Ligue 1 14 CLB    |
| 2      | Ligue 2 Poule A 12 CLB        | Ligue 2 Poule A 12 CLB        | Ligue 2 Poule B 12 CLB       | Ligue 2 Poule B 12 CLB       |                   |                   |                   |                   |
| 3      | Championnat D3 Poule A 10 CLB | Championnat D3 Poule B 10 CLB | Championnat D3 Poule C 9 CLB | Championnat D3 Poule D 9 CLB |                   |                   |                   |                   |

### Giải khu vực
| Giải đấu      | Cấp độ IV              | Cấp độ V               |
| ------------- | ---------------------- | ---------------------- |
| Abengourou    | Ligue d'Abengourou     |                        |
| North Abidjan | Ligue d'Abidjan nord 1 | Ligue d'Abidjan nord 2 |
| South Abidjan | Ligue d'Abidjan sud 1  | Ligue d'Abidjan sud 2  |
| Bouaké        | Ligue de Bouaké 1      | Ligue de Bouaké 2      |
| Bondoukou     | Ligue de Bondoukou 1   | Ligue de Bondoukou 2   |
| Daloa         | Ligue de Daloa 1       | Ligue de Daloa 2       |
| Man           | Ligue de Man 1         | Ligue de Man 2         |
| San-Pédro     | Ligue de San-Pédro 1   | Ligue de San-Pédro 2   |
| Yamoussoukro  | Ligue de Yamoussoukro  |                        |